# 阿野季忠
阿野 季忠（あの すえただ、1886年（明治19年）10月4日 - 1944年（昭和19年）12月3日）は、大正から昭和期の実業家、政治家、華族。貴族院子爵議員。旧公家の阿野家。

## 経歴
子爵・阿野実允の三男として生まれ、父の死去に伴い、1887年（明治20年）10月20日、子爵を襲爵した。
1912年（明治45年）7月、東京帝国大学法科大学法律学科（独法）を卒業。1913年（大正2年）十五銀行に入行し、秘書業務部副長、監理課長、大阪支店長、取締役、副頭取などを歴任。その他、藤永田造船所取締役、第一信託取締役、園池製作所会長、蓬莱殖産専務取締役、帝国倉庫運輸監査役などを務めた。
1944年3月24日、貴族院子爵議員補欠選挙で当選し、研究会に所属して活動したが、出征し同年12月に戦死した。なお息子の季房も戦死したため、阿野子爵家は断絶した。

## 栄典
- 1924年（大正13年）11月15日 - 正四位[10]

## 親族
- 妻 国子（加納久宜五女、1906年11月結婚）[1][3]
- 長男 季房（1908 - 1944）戦死[1]
  - 妻 善子（よしこ、坂野常善長女）[1]
  - 娘 佐喜子（水谷川忠俊夫人）[1]